# Ichneumon sorex
Ichneumon sorex là một loài tò vò trong họ Ichneumonidae.